# Journée des Poignards

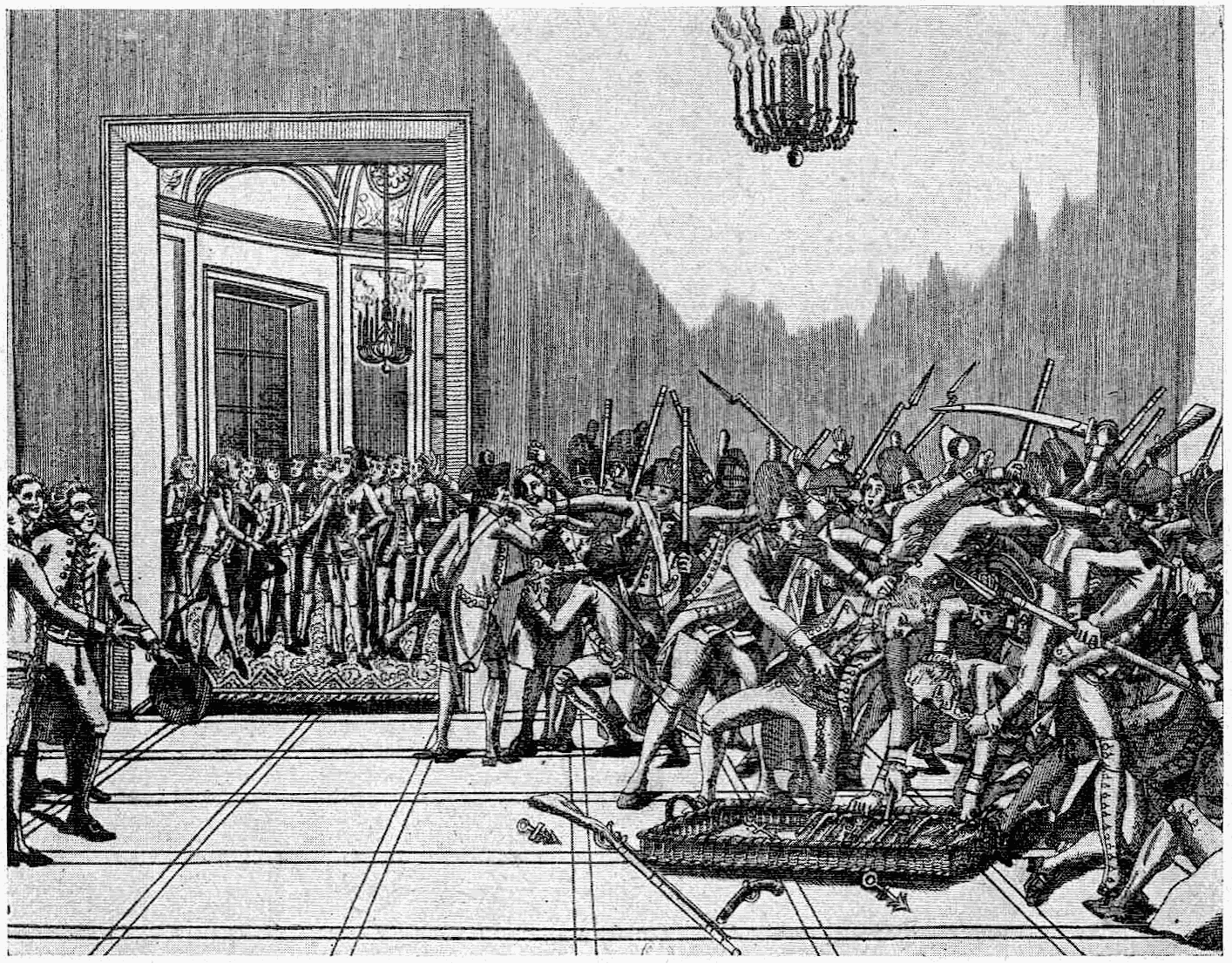
Avväpnandet av adeln i Tuilerierna.

Journée des Poignards var en incident som ägde rum i Tuilerierna i Paris 28 februari 1791.
Vid denna tid rådde en spänd stämning i Paris. Kungens fastrar hade emigrerat, samtidigt som fler aristokrater gav sig av varje dag, och det förekom rykten om att kungafamiljen också tänkte fly. Hundratals rojalistiska adelsmän, beväpnade med vapen så som dolkar, gick 28 februari till Tuilerierna för att försvara kungen, som de uppfattade var utsatt för dödshot, och utgöra hans personliga civilgarde. Samma dag ledde Gilbert du Motier, markis av Lafayette, nationalgardet för att slå ned ett uppror av sans-culottes, som hade attackerat slottet i Vincennes. En konfrontation utspelade sig då mellan nationalgardet och adelsmännens medborgargarde. Incidenten slutade då kungen beordrade adelsmännen att lämna ifrån sig sina vapen, varefter de avlägsnades från palatset. 